# Tirano–Lecco-vasútvonal
A Tirano–Lecco-vasútvonal egy 105 km hosszúságú, normál nyomtávolságú, egyágányú vasútvonal Olaszországban Tirano és Lecco között. A vonal 3000 V egyenárammal villamosított, fenntartója az RFI. Tiranóban átszállási lehetőség van az RhB vasúttársaság 1000 mm-es nyomtávolságú vonalára Svájc felé.

## Története
A vonal első, Sondrio és Colico közötti szakaszát 1885-ben nyitották meg. A Colico és Lecco közötti szakaszt 1892 és 1894 között fejezték be, ahol összekötötték az olasz hálózat többi részével.
A Tirano és Sondrio közötti szakasz más eredetű volt, 1902-ben nyitotta meg magánvasútként a Società Anonima per le Ferrovie dell'Alta Valtellina (FAV). A vasútvonalat 1970-ben integrálták az állami hálózatba és 1977-ben villamosították 3000 V egyenárammal.